# Donald Scott (athlétisme)
Pour les articles homonymes, voir Donald Scott.
Donald Scott  (né le 23 février 1992) est un athlète américain, spécialiste du triple saut.

## Biographie
Auteur de 17,02 m en 2016, il porte son record à 17,25 m en 2017 en se classant troisième des championnats des États-Unis de Sacramento. Il est éliminé dès les qualifications lors des championnats du monde 2017.
Le 22 juin 2018, il remporte les championnats des États-Unis à Des Moines, en portant son record personnel à 17,37 m. Le 14 juillet, il se classe deuxième de la coupe du monde d'athlétisme à Londres.
Le 27 juillet 2019, il saute à 17,74 m lors des championnats nationaux, mais trop venté (+ 2,7 m/s)
Il se classe 6e des championnats du monde 2019 à Doha avec 17,17 m.

## Palmarès

### International
| Date | Compétition                    | Lieu             | Résultat | Épreuve     | Marque  |
| ---- | ------------------------------ | ---------------- | -------- | ----------- | ------- |
| 2021 | Jeux olympiques                | Tokyo            | 7e       | Triple saut | 17,18 m |
| 2022 | Championnats du monde en salle | Belgrade         | 3e       | Triple saut | 17,21 m |
| 2022 | Championnats du monde          | Eugene           | 6e       | Triple saut | 17,14 m |
| 2022 | Ligue de diamant               | Ligue de diamant | 3e       | Triple saut | 16,84 m |
| 2024 | Championnats du monde en salle | Glasgow          | 6e       | 16,88 m     |         |

### National
- Championnats des États-Unis d'athlétisme
  - vainqueur en 2018, 2019, 2022 et  2023
- Championnats des États-Unis d'athlétisme en salle
  - vainqueur en 2017, 2019, 2020, 2022, 2023

## Records
| Épreuve     | Marque  | Lieu | Date        |
| ----------- | ------- | ---- | ----------- |
| Triple saut | 17,43 m | Rome | 6 juin 2019 |